# مستعلقة سترانسكية
مستعلقة سترانسكية (الاسم العلمي:Planctomyces stranskae) هي نوع من البكتيريا تتبع جنس المستعلقة من فصيلة المستعلقات.